# Vitória Futebol Clube Mindense
O Vitória Futebol Clube Mindense é um clube desportivo português situado em Minde, Portugal

## Criação
O VFCM foi criado em 1954 como uma representação do Vitória de Setúbal. Contudo, apenas ingressou no Campeonato Corporativo de Futebol Distrital de Santarém em 1962. No primeiro campeonato que participaram, acabaram em 1º lugar. Ter um campo com as devidas condições, mesmo em terra batida, foi sempre um dos grandes anseios e objetivos do Vitória. O terreno escolhido era inclinado e pedregoso. Mas Minde, habituado tal como hoje a ultrapassar os grandes obstáculos, conseguiu levar o seu objetivo por diante, construindo um campo de jogos do Vitória na Época 63/64 Após algumas desistâncias de alguns empreiteiros foi finalmente concluída a obra com um custo de 180 contos. A inauguração do campo do Vitória foi em Agosto de 1963, com um jogo entre o Benfica e a selecção do Distrito de Santarém.

## Fogo deflagrado
Em Agosto de 1967, um fogo provocado por um ato de vandalismo deflagrou na sede do Vitória Futebol Clube Mindense, destruindo todos os documentos e troféus do VFCM. Foi-lhe concedido um espaço no Canto do Romão para ser ocupado como sede do Vitória.

## Fundadores
António Carvalho Antunes;
Cândido Alves Simões; 
Delfino Gameiro Fernandes;
Luis Nascimento Silva;
Manuel Laurentino Roque Gameiro;
Manuel Almeida Ferreira Sana;
Marcos Gameiro Fernandes.